# Кинга Прайс
Кѝнга Анна Прайс (на полски: Kinga Anna Preis) е полска театрална и филмова актриса.

## Биогарфия
Кинга Прайс е родена на 31 август 1971 година във Вроцлав. Получава средно образование във Втори общообразователен лицей „Пястув Шльонских“ в родния си град. През 1996 година завършва актьорско майсторство във вроцлавския филиал на Държавното висше театрално училище „Людвик Солски“ в Краков. В периода 1995 – 2012 година играе на сцената на Вроцлавския полски театър.

## Филмография
- 1996: Opowieści weekendowe: Niepisane prawa – Йолянта
- 1997: Pokój 107 – Зошка
- 1997: Farba – Майка
- 1998: Poniedziałek – Рената
- 1998: Dom Pirków – Габриша Пирек, майката на момчетата
- 1999: Wrota Europy – Халя
- 2000 – 2001: Przeprowadzki – Ружа Шчигел
- 2000: Twarze i maski – Агнешка Хорн
- 2000: To ja, złodziej – майката на Пиза, проститутка
- 2001: Wtorek – Рената
- 2001: Cisza – Мими
- 2003: Symetria – съпругата на Давид
- 2004: Nigdy w życiu! – Кинга
- 2004: Kryminalni – Тереса Новацка (серия 12)
- 2005: Defekt – Малцова, съпругата на Шимек
- 2005: Przybyli ułani – Яджка, съпругата на Мариан
- 2005: Karol. Człowiek, który został papieżem – майката на Юзеф
- 2005: Komornik – Гоша Беднарек
- 2005: Boża podszewka II – Мариша Юревич-Люлевич
- 2006: Statyści – Божена Поплавска-Охман
- 2006: Fundacja – Кажа
- 2006: Samotność w sieci – Ивона, приятелката на Ева
- 2006: Samotność w sieci – Ивона, приятелката на Ева
- 2006: Co słonko widziało – брюнетката
- 2007: Ogród Luizy – психоложката Анна Швьонтек
- 2007: Regina – Анна Рай, сестрата на Регина
- 2008: Cztery noce z Anną – Анна П.
- 2008: Jeszcze raz – Гражина
- 2008: Rysa – Зоша
- от 2008: Ojciec Mateusz – Наталия Боровик
- 2009: Dom zły – Божена Джабасова
- 2009: Idealny facet dla mojej dziewczyny – Плешицова
- 2010: Milion dolarów – Боженка
- 2010: Joanna – Сташка Копеч
- 2010: Nie ten człowiek – клиетката в акваристичния магазин
- 2011: Róża – Амелия
- 2011: Стаята на самоубийците – психиатърката Каролина
- 2011: W ciemności – Ванда Соха
- 2011: Instynkt – Карликова (серия 9)
- 2012: Ja to mam szczęście! – Йоанна Поляк
- 2013: Mazurek – Уршуля
- 2013: Prawo Agaty – Алиця Романюк (серия 50)
- 2013: Bez tajemnic – Магда, дъщеря на Янина (серии 2, 17, 32)
- 2014: Bogowie – майката на Евка
- 2014: Pod Mocnym Aniołem – Мания
- 2014 – 2015: Krew z krwi 2 – прокурор Решке
- 2015: Córki dancingu – вокалистката Криша
- 2016: Wszystko gra – Рома
- od 2016: Kaprys losu – Зузанна Завада
- 2018: Plan B – Наталия
- 2018: Pułapka – прокурор Наталия Ружанска
- 2018: 53 wojny – Кристина
- od 2019: Stulecie Winnych – Бронислава Винна
- 2019: Mały grand hotel – Виола
- 2020: Prawdziwe życie aniołów – Агнешка, съпругата на Адам